# Юность (альбом Дельфина)
«Юность» — шестой сольный альбом Дельфина, вышедший 22 ноября 2007 года.

## Дополнительная информация
Запись альбома производилась на студии «База» (звукоинженер — Ренат Ибрагимов). Сведение — студия «На Таганке» (звукорежиссёр — Андрей Старков). Мастеринг — Soren Von Malmborg, компания Cosmos Mastering, Стокгольм, Швеция. Продюсерская поддержка — Иван Лебедев (Кестер). Фотограф — Евгения Тамазина.

Андрей Лысиков (Дельфин): 
«Эта пластинка о детях и для детей, которые остались внутри нас, и которых хочется сохранить. Мне кажется, альбом должен вызывать внутреннее напряжение, некоторый трепет, даже некий приятный дискомфорт».
«Всю музыку сочинил Паша. Без слов. Потому что слова ограничивают. А не хотелось этого делать, хотелось дать ему свободу, развязать ему руки. Для него и для меня это идеальный вариант. Когда есть уже определенный музыкальный ряд, мне легче подобрать слова, учитывая свои эмоции, свои чувства. Поэтому в итоге вышло всё так, как и задумывалось».
С 25 по 27 декабря 2008 года на трёх секретных концертах участники группы бесплатно распространили версию альбома до мастеринга. Диск был помещён в чёрный конверт без опознавательных знаков. Эту версию альбома отличает менее громкое, но гораздо более качественное звучание. В настоящий момент диск распространяется в качестве бутлега, оригинальный тираж был ограничен 2000 экземплярами.
Название альбома Дельфин придумал 19 октября 2007 года в Архангельске перед концертом, о чём рассказал сопровождавшему коллектив корреспонденту журнала «Афиша» Александру Горбачёву: «Я сегодня весь день вертел в голове название и, кажется, определился. Тут нужно было подходящее слово, не опошлённое, за которым не было ненужного шлейфа. Нашёл. В общем, пластинка будет называться “Юность”».
Дата, которой называется трек под номером 10 - дата освобождения спецназом захваченного террористами театрального центра на Дубровке в Москве.

## Видеоклипы
Клип на песню «Кокон» был снят на фотоаппарат в режиме фотосъёмки. Съемочный процесс проходил в феврале 2007 года в Москве. Более 10 дней съёмок сильно измотали всех участников процесса, в день удавалось отснять не более 2 эпизодов. А все последующие месяцы до публикации осуществлялся длительный процесс постпродакшна и монтажа. Режиссёр — Дельфин, сценаристы — Дельфин и Евгения Тамазина, фотооператоры — Евгения Тамазина и Владимир Изотов, постпродакшн — Никита Волков, стилист и художник по костюмам — Василий Коблов-Вейн, построение декораций — Сергей Ляпин, Владимир Назарчук, Евгений Одюков, мейкап - Вадик Фадеев, технический персонал — Владимир Назарчук, Павел Додонов, Ренат Ибрагимов, в ролях — Дельфин, Павел Додонов, Сергей Брюн, Екатерина Слободюк, Икстелтенбудун. Видеоклип был опубликован 28 апреля 2008 года на YouTube и 23 декабря на Vimeo.
Видео «Снег», опубликованное 28 апреля 2008 года на YouTube, стало результатом совместного творчества Дельфина и нижегородского художника Олега Лаврищева. «Сюжет видео — расставание. Олег в реальном времени рисовал на стекле, а камера, установленная с обратной стороны, всё фиксировала. Мы сняли три дубля, каждый по 45 минут, но в финальную версию вошли кадры только одного из них», — пояснил Дельфин, режиссер и автор сценария - Дельфин и Вадик Фадеев, художник - Ольга Лаврищева, аниматор - Вадик Фадеев, постпродакшн - студия FlipArt .
1 июня 2008 года на официальном Ютуб-канале Дельфина был опубликован клип на песню «Без Нас». Режиссёр, художник и оператор: Паша Егоров, авторы сценария: Паша Егоров и Дельфин.
6 сентября 2009 года на канале Дельфина был опубликован клип на песню «Роботы», режиссер - Паша Егоров,.

## Критика
В начале 2008 года музыкальный критик Артемий Троицкий главной пластинкой ушедшего года назвал новый диск Дельфина — «Юность».

### Награды
В декабре 2007 года альбом Дельфина «Юность» победил в номинации «Лучший русский альбом 2007» по версии интернет-журнала «Заводной апельсин».

## Список композиций
1. Кокон - 5:01
2. Нечестно - 4:48
3. -//- - 4:18
4. Я - 5:21
5. Роботы - 4:42
6. R’n'B - 4:58
7. Без нас - 3:51
8. Капрон - 2:58
9. Снег - 3:02
10. 26.10.02 - 4:07
11. For DJ - 4:13
12. Свет для меня - 3:58
13. Радость - 4:44
14. Bonus track - 4:20

+ Переиздание 2008
1. Кокон (live) - 5:08
2. 26.10.02 (live) - 5:01

## Участники записи
- Андрей Лысиков — вокал, продюсер, драм-машина, звук.[1]
- Павел Додонов — гитара, бас, клавиши, noiseswash, бэк-вокал в треке № 7.[1]
- Ренат Ибрагимов — звукоинженеринг, драм-машина, клавиши.[1]